# Bardzravan
Bardzravan (o Bartsravan, in armeno Բարձրավան; precedentemente Yeritsatumb) è un comune dell'Armenia, precisamente della provincia di Syunik; nel 2010, ovvero nell'ultimo censimento, si contavano 175 abitanti.